# Maurizio Biondi
Maurizio Biondi (Piombino, 26 febbraio 1962) è un ex cestista italiano.

## Carriera
Formatosi nella Pallacanestro Piombino, ha il suo esordio in serie A1 con la Cidneo Brescia.